# Zoophobie
Zoophobie (von altgriechisch ζῷον zōon, deutsch ‚Lebewesen‘, und φόβος phobos, deutsch ‚Furcht‘) beschreibt die krankhafte Angst vor Tieren. Sie gehört zu den spezifischen Angststörungen. Zoophobie bezieht sich nicht auf eine normale Angst vor gefährlichen und wilden Tieren, die das Leben der Betroffenen bedrohen können. Betroffene meiden daher meist Tiere oder Orte, wo sie auf Tiere treffen könnten. Dies sind zum Beispiel Zoos, Parks und Orte in der Natur. Nach Sigmund Freud ist Zoophobie die am häufigsten verbreitete Angst im Kindesalter.
Entgegen der medizinischen Definition nutzen Vertreter zoophiler Verbände den Begriff Zoophobie zur Beschreibung von Ablehnung oder gesellschaftlichem Hass gegenüber Zoophilen, vorrangig seit der globalen Verschärfung gesetzlicher Zoophilieverbote.

## Beispiele für Zoophobie
- Ailurophobie (Angst vor Katzen)
- Akarophobie (Angst vor Milben, Zecken, Bienen oder anderen Insekten)
- Arachnophobie (Angst vor Spinnen)
- Kynophobie (Angst vor Hunden)
- Herpetophobie (Angst vor kriechenden oder krabbelnden Tieren wie Eidechsen oder Reptilien)